# Privathospitalet Mølholm
Privathospitalet Mølholm er et sygehus i Vejle. Det drives i privat regi af og ejes af en speciallægegruppe. 
Stedet etableredes i 1992 af speciallæge Steen Kofod og er beliggende omkring en patriciervilla i Mølholm-området i Vejle. Virksomheden har udvidet flere gange og er i kontinuerlig vækst. Privathospitalet har de fleste lægelige specialer repræsenteret.